# كلاتة شيرين
كلاتة شيرين (بالفارسية: کلاته شیرین) هي قرية تقع في قسم بيزكي الريفي (مقاطعة تشناران) في إيران. يقدر عدد سكانها بـ 106 نسمة بحسب إحصاء 2016.